# Tour de Romandie 2021
Le Tour de Romandie 2021 est la 74e édition de cette course cycliste sur route masculine. La compétition a lieu du 27 avril au 2 mai 2021 en Suisse, entre Oron et Fribourg. Le parcours consiste en un prologue et 5 étapes en ligne, sur une distance totale de 684 km. Il s'agit de celui prévu pour l'édition 2020, annulé en raison de la pandémie de Covid-19.
C'est la 17e épreuve de l'UCI World Tour 2021, le calendrier le plus important du cyclisme sur route.

## Présentation

### Parcours
Ce 74e Tour de Romandie comporte six étapes réparties entre Oron et Fribourg. Cette édition est considérée comme la plus difficile de l'historie de l'épreuve avec un parcours total de 684,04 kilomètres et plus de 12 000 mètres de dénivelé.
La course commence par un prologue de 4 kilomètres tracé dans la ville d'Oron, près de Lausanne. Il comporte une montée finale de 880 mètres avec une pente moyenne de 7,6%. La deuxième étape se déroule sous la forme d'un circuit vallonné comportant neuf ascensions de troisième catégorie entre Aigle et Martigny. Le lendemain, les coureurs se dirigent vers le nord et doivent franchir cinq ascensions de deuxième catégorie, ainsi qu'une ascension de première catégorie (le col de la Vue des Alpes) situé à 17 km de la ligne d'arrivée. La troisième étape se déroule dans un circuit avec deux ascensions de troisième catégorie, l'arrivée étant située après la descente de la dernière côte. La quatrième étape est l'étape reine de la course, se terminant par une arrivée au sommet à Thyon 2000 (19,5 km à 7,6%), tandis que deux ascensions de première catégorie attendent les coureurs plus tôt dans la journée.
La course se termine par un contre-la-montre de 16 km à Fribourg en parcourant plusieurs côtes en cours de route, l'arrivée étant également placée en haut d'une côte. L'étape comprend un secteur pavé de 700 m au début du tracé, ajoutant une difficulté supplémentaire pour les coureurs.

### Équipes
Le Tour de Romandie étant une manche du World Tour, les dix-neuf WorldTeams participent à la course. Une équipe suisse complète la liste de participants, de sorte que vingt équipes prennent part à la course.
| WorldTeams (19)- AG2R Citroën Team - Astana-Premier Tech - Bahrain Victorious - Bora-Hansgrohe - Cofidis - Deceuninck-Quick Step - EF Education-Nippo - Groupama-FDJ - Ineos Grenadiers - Intermarché-Wanty-Gobert Matériaux - Israel Start-Up Nation - Jumbo-Visma - Lotto Soudal - Movistar Team - Team BikeExchange - Team DSM - Qhubeka Assos - Trek-Segafredo - UAE Team Emirates Équipe nationale- Suisse |
| |

### Favoris et principaux participants
Le double tenant du titre et numéro un mondial Primož Roglič n'est pas présent, après un début de saison réussi.
Vainqueur en 2017, Richie Porte (Ineos Grenadiers) est le seul ancien vainqueur à prendre le départ. Il est accompagné par le vainqueur du Tour de France 2018 Geraint Thomas. Les autres favoris sont Miguel Ángel López et Marc Soler (Movistar), Steven Kruijswijk (Jumbo-Visma), Rigoberto Urán (EF Education-Nippo) et Jack Haig (Bahrain Victorious).
Les autres coureurs cités comme prétendants à un bon classement général sont Fausto Masnada et Mauri Vansevenant (Deceuninck-Quick Step), Wilco Kelderman (Bora-Hansgrohe), Ion et Gorka Izagirre (Astana-Premier Tech), ainsi que Ben O'Connor (AG2R Citroën), Jesús Herrada (Cofidis), Louis Meintjes (Intermarché-Wanty Gobert), Michael Woods (Israel Start-Up Nation), Lucas Hamilton (Team BikeExchange), Sepp Kuss (Jumbo-Visma) et David de la Cruz (UAE Team Emirates).
Avec deux contre-la-montre, l'épreuve accueille les meilleurs spécialistes de la discipline, à savoir les vainqueurs des trois derniers titres mondiaux Filippo Ganna et Rohan Dennis (Ineos Grenadiers), ainsi que les locaux Stefan Bissegger (EF Education-Nippo), Tom Bohli (Cofidis) et Stefan Küng (Groupama-FDJ). Les autres spécialistes présents sont Rémi Cavagna (Deceuninck-QuickStep), Jos van Emden (Jumbo-Visma), Alex Dowsett (Israël Start-Up Nation) et Jan Tratnik (Bahrain Victorious).
Quelques puncheurs et sprinteurs sont également au départ : Peter Sagan et Jordi Meeus (Bora-Hansgrohe), Sonny Colbrelli et Phil Bauhaus (Bahrain Victorious), Elia Viviani (Cofidis), Philippe Gilbert (Lotto-Soudal), Jake Stewart (Groupama-FDJ), Dion Smith (Team BikeExchange), Fernando Gaviria et Marc Hirschi (UAE Team Emirates).

## Étapes
| Étape     | Date    | Villes étapes               | type                        | Distance (km) | Dénivelé (m) | Vainqueur d'étape | Leader du classement général |
| --------- | ------- | --------------------------- | --------------------------- | ------------- | ------------ | ----------------- | ---------------------------- |
| Prologue  | 27 avr. | Oron – Oron                 | prologue                    | 4,05          | 82 m         | Rohan Dennis      | Rohan Dennis                 |
| 1re étape | 28 avr. | Aigle – Martigny            | étape vallonnée             | 168,1         | 1 979 m      | Peter Sagan       | Rohan Dennis                 |
| 2e étape  | 29 avr. | La Neuveville – Saint-Imier | étape de moyenne montagne   | 165,7         | 3 305 m      | Sonny Colbrelli   | Rohan Dennis                 |
| 3e étape  | 30 avr. | Estavayer – Estavayer       | étape vallonnée             | 168,7         | 1 973 m      | Marc Soler        | Marc Soler                   |
| 4e étape  | 1 mai   | Sion – Thyon                | étape de montagne           | 161,3         | 4 328 m      | Michael Woods     | Michael Woods                |
| 5e étape  | 2 mai   | Fribourg – Fribourg         | contre-la-montre individuel | 16,19         | 338 m        | Rémi Cavagna      | Geraint Thomas               |

## Déroulement de la course

### Prologue
| \| Classement de l'étape \| Classement de l'étape \| Classement de l'étape \| Classement de l'étape \| Classement de l'étape \| \| Coureur \| Coureur \| Pays \| Équipe \| Temps \| \| --------------------- \| --------------------- \| --------------------- \| --------------------- \| --------------------- \| \| 1er \| Rohan Dennis \| Australie \| Ineos Grenadiers \| 5 min 26 s \| \| 2e \| Geraint Thomas \| Royaume-Uni \| Ineos Grenadiers \| + 9 s \| \| 3e \| Richie Porte \| Australie \| Ineos Grenadiers \| + 9 s \| \| 4e \| Rémi Cavagna \| France \| Deceuninck-Quick Step \| + 11 s \| \| 5e \| Stefan Bissegger \| Suisse \| EF Education-Nippo \| + 11 s \| \| 6e \| Jan Tratnik \| Slovénie \| Bahrain Victorious \| + 13 s \| \| 7e \| Jesús Herrada \| Espagne \| Cofidis \| + 14 s \| \| 8e \| Marc Hirschi \| Suisse \| UAE Team Emirates \| + 15 s \| \| 9e \| Filippo Ganna \| Italie \| Ineos Grenadiers \| + 15 s \| \| 10e \| Mattia Cattaneo \| Italie \| Deceuninck-Quick Step \| + 15 s \| |                  |             |                       |            |
| |                  |             |                       |            |
| Source : ProCyclingStats |                  |             |                       |            |
| Classement de l'étape |                  |             |                       |            |
| Coureur | Coureur          | Pays        | Équipe                | Temps      |
| 1er | Rohan Dennis     | Australie   | Ineos Grenadiers      | 5 min 26 s |
| 2e | Geraint Thomas   | Royaume-Uni | Ineos Grenadiers      | + 9 s      |
| 3e | Richie Porte     | Australie   | Ineos Grenadiers      | + 9 s      |
| 4e | Rémi Cavagna     | France      | Deceuninck-Quick Step | + 11 s     |
| 5e | Stefan Bissegger | Suisse      | EF Education-Nippo    | + 11 s     |
| 6e | Jan Tratnik      | Slovénie    | Bahrain Victorious    | + 13 s     |
| 7e | Jesús Herrada    | Espagne     | Cofidis               | + 14 s     |
| 8e | Marc Hirschi     | Suisse      | UAE Team Emirates     | + 15 s     |
| 9e | Filippo Ganna    | Italie      | Ineos Grenadiers      | + 15 s     |
| 10e | Mattia Cattaneo  | Italie      | Deceuninck-Quick Step | + 15 s     |

| \| Classement général \| Classement général \| Classement général \| Classement général \| Classement général \| \| Coureur \| Coureur \| Pays \| Équipe \| Temps \| \| ------------------ \| ------------------ \| ------------------ \| --------------------- \| ------------------ \| \| 1er \| Rohan Dennis \| Australie \| Ineos Grenadiers \| 5 min 26 s \| \| 2e \| Geraint Thomas \| Royaume-Uni \| Ineos Grenadiers \| + 9 s \| \| 3e \| Richie Porte \| Australie \| Ineos Grenadiers \| + 9 s \| \| 4e \| Rémi Cavagna \| France \| Deceuninck-Quick Step \| + 11 s \| \| 5e \| Stefan Bissegger \| Suisse \| EF Education-Nippo \| + 11 s \| \| 6e \| Jan Tratnik \| Slovénie \| Bahrain Victorious \| + 13 s \| \| 7e \| Jesús Herrada \| Espagne \| Cofidis \| + 14 s \| \| 8e \| Marc Hirschi \| Suisse \| UAE Team Emirates \| + 15 s \| \| 9e \| Filippo Ganna \| Italie \| Ineos Grenadiers \| + 15 s \| \| 10e \| Mattia Cattaneo \| Italie \| Deceuninck-Quick Step \| + 15 s \| |                  |             |                       |            |
| |                  |             |                       |            |
| Source : ProCyclingStats |                  |             |                       |            |
| Classement général |                  |             |                       |            |
| Coureur | Coureur          | Pays        | Équipe                | Temps      |
| 1er | Rohan Dennis     | Australie   | Ineos Grenadiers      | 5 min 26 s |
| 2e | Geraint Thomas   | Royaume-Uni | Ineos Grenadiers      | + 9 s      |
| 3e | Richie Porte     | Australie   | Ineos Grenadiers      | + 9 s      |
| 4e | Rémi Cavagna     | France      | Deceuninck-Quick Step | + 11 s     |
| 5e | Stefan Bissegger | Suisse      | EF Education-Nippo    | + 11 s     |
| 6e | Jan Tratnik      | Slovénie    | Bahrain Victorious    | + 13 s     |
| 7e | Jesús Herrada    | Espagne     | Cofidis               | + 14 s     |
| 8e | Marc Hirschi     | Suisse      | UAE Team Emirates     | + 15 s     |
| 9e | Filippo Ganna    | Italie      | Ineos Grenadiers      | + 15 s     |
| 10e | Mattia Cattaneo  | Italie      | Deceuninck-Quick Step | + 15 s     |

### 1reétape
Une échappée de six coureurs (Thymen Arensman (Team DSM), Manuele Boaro (Astana-Premier Tech), Filippo Conca (Lotto Soudal), Alexis Gougeard (AG2R-Citroën), Joel Suter (sélection Suisse) et Robert Power (Qhubeka ASSOS) ont moins de cinq minutes d'avance. Le Suisse Suter passe en tête à toutes les côtes, sauf le dernier passage où Arensman continue seul. Le peloton rattrape les échappés, Rémi Cavagna tente de sortir à deux reprises dans les vingt derniers kilomètres, la première fois seul et la seconde accompagné par son coéquipier Cattaneo mais ils n'ont qu'une dizaine de secondes d'avance sur une route droite. Le sprint se prépare, Colbrelli est à l'avant, Peter Sagan le double et gagne l'étape.
| \| Classement de l'étape \| Classement de l'étape \| Classement de l'étape \| Classement de l'étape \| Classement de l'étape \| \| Coureur \| Coureur \| Pays \| Équipe \| Temps \| \| --------------------- \| --------------------- \| --------------------- \| ---------------------------------- \| --------------------- \| \| 1er \| Peter Sagan \| Slovaquie \| Bora-Hansgrohe \| 4 h 12 min 40 s \| \| 2e \| Sonny Colbrelli \| Italie \| Bahrain Victorious \| + 0 s \| \| 3e \| Patrick Bevin \| Nouvelle-Zélande \| Israel Start-Up Nation \| + 0 s \| \| 4e \| Andrea Pasqualon \| Italie \| Intermarché-Wanty-Gobert Matériaux \| + 0 s \| \| 5e \| Alessandro Covi \| Italie \| UAE Team Emirates \| + 0 s \| \| 6e \| Magnus Cort Nielsen \| Danemark \| EF Education-Nippo \| + 0 s \| \| 7e \| Dion Smith \| Nouvelle-Zélande \| BikeExchange \| + 0 s \| \| 8e \| Clément Venturini \| France \| AG2R Citroën Team \| + 0 s \| \| 9e \| Mattia Cattaneo \| Italie \| Deceuninck-Quick Step \| + 0 s \| \| 10e \| Jacopo Mosca \| Italie \| Trek-Segafredo \| + 0 s \| |                     |                  |                                    |                 |
| |                     |                  |                                    |                 |
| Source : ProCyclingStats |                     |                  |                                    |                 |
| Classement de l'étape |                     |                  |                                    |                 |
| Coureur | Coureur             | Pays             | Équipe                             | Temps           |
| 1er | Peter Sagan         | Slovaquie        | Bora-Hansgrohe                     | 4 h 12 min 40 s |
| 2e | Sonny Colbrelli     | Italie           | Bahrain Victorious                 | + 0 s           |
| 3e | Patrick Bevin       | Nouvelle-Zélande | Israel Start-Up Nation             | + 0 s           |
| 4e | Andrea Pasqualon    | Italie           | Intermarché-Wanty-Gobert Matériaux | + 0 s           |
| 5e | Alessandro Covi     | Italie           | UAE Team Emirates                  | + 0 s           |
| 6e | Magnus Cort Nielsen | Danemark         | EF Education-Nippo                 | + 0 s           |
| 7e | Dion Smith          | Nouvelle-Zélande | BikeExchange                       | + 0 s           |
| 8e | Clément Venturini   | France           | AG2R Citroën Team                  | + 0 s           |
| 9e | Mattia Cattaneo     | Italie           | Deceuninck-Quick Step              | + 0 s           |
| 10e | Jacopo Mosca        | Italie           | Trek-Segafredo                     | + 0 s           |

| \| Classement général \| Classement général \| Classement général \| Classement général \| Classement général \| \| Coureur \| Coureur \| Pays \| Équipe \| Temps \| \| ------------------ \| ------------------ \| ------------------ \| ---------------------- \| ------------------ \| \| 1er \| Rohan Dennis \| Australie \| Ineos Grenadiers \| 4 h 18 min 06 s \| \| 2e \| Geraint Thomas \| Royaume-Uni \| Ineos Grenadiers \| + 9 s \| \| 3e \| Richie Porte \| Australie \| Ineos Grenadiers \| + 9 s \| \| 4e \| Rémi Cavagna \| France \| Deceuninck-Quick Step \| + 11 s \| \| 5e \| Peter Sagan \| Slovaquie \| Bora-Hansgrohe \| + 12 s \| \| 6e \| Jan Tratnik \| Slovénie \| Bahrain Victorious \| + 13 s \| \| 7e \| Patrick Bevin \| Nouvelle-Zélande \| Israel Start-Up Nation \| + 14 s \| \| 8e \| Jesús Herrada \| Espagne \| Cofidis \| + 14 s \| \| 9e \| Marc Hirschi \| Suisse \| UAE Team Emirates \| + 15 s \| \| 10e \| Mattia Cattaneo \| Italie \| Deceuninck-Quick Step \| + 15 s \| |                 |                  |                        |                 |
| |                 |                  |                        |                 |
| Source : ProCyclingStats |                 |                  |                        |                 |
| Classement général |                 |                  |                        |                 |
| Coureur | Coureur         | Pays             | Équipe                 | Temps           |
| 1er | Rohan Dennis    | Australie        | Ineos Grenadiers       | 4 h 18 min 06 s |
| 2e | Geraint Thomas  | Royaume-Uni      | Ineos Grenadiers       | + 9 s           |
| 3e | Richie Porte    | Australie        | Ineos Grenadiers       | + 9 s           |
| 4e | Rémi Cavagna    | France           | Deceuninck-Quick Step  | + 11 s          |
| 5e | Peter Sagan     | Slovaquie        | Bora-Hansgrohe         | + 12 s          |
| 6e | Jan Tratnik     | Slovénie         | Bahrain Victorious     | + 13 s          |
| 7e | Patrick Bevin   | Nouvelle-Zélande | Israel Start-Up Nation | + 14 s          |
| 8e | Jesús Herrada   | Espagne          | Cofidis                | + 14 s          |
| 9e | Marc Hirschi    | Suisse           | UAE Team Emirates      | + 15 s          |
| 10e | Mattia Cattaneo | Italie           | Deceuninck-Quick Step  | + 15 s          |

### 2eétape
| \| Classement de l'étape \| Classement de l'étape \| Classement de l'étape \| Classement de l'étape \| Classement de l'étape \| \| Coureur \| Coureur \| Pays \| Équipe \| Temps \| \| --------------------- \| --------------------- \| --------------------- \| ---------------------- \| --------------------- \| \| 1er \| Sonny Colbrelli \| Italie \| Bahrain Victorious \| 4 h 21 min 42 s \| \| 2e \| Patrick Bevin \| Nouvelle-Zélande \| Israel Start-Up Nation \| + 0 s \| \| 3e \| Marc Hirschi \| Suisse \| UAE Team Emirates \| + 0 s \| \| 4e \| Clément Champoussin \| France \| AG2R Citroën Team \| + 0 s \| \| 5e \| Diego Ulissi \| Italie \| UAE Team Emirates \| + 0 s \| \| 6e \| Wilco Kelderman \| Pays-Bas \| Bora-Hansgrohe \| + 0 s \| \| 7e \| Ilan Van Wilder \| Belgique \| Team DSM \| + 0 s \| \| 8e \| Fausto Masnada \| Italie \| Deceuninck-Quick Step \| + 0 s \| \| 9e \| Rui Costa \| Portugal \| UAE Team Emirates \| + 0 s \| \| 10e \| Marc Soler \| Espagne \| Movistar Team \| + 0 s \| |                     |                  |                        |                 |
| |                     |                  |                        |                 |
| Source : ProCyclingStats |                     |                  |                        |                 |
| Classement de l'étape |                     |                  |                        |                 |
| Coureur | Coureur             | Pays             | Équipe                 | Temps           |
| 1er | Sonny Colbrelli     | Italie           | Bahrain Victorious     | 4 h 21 min 42 s |
| 2e | Patrick Bevin       | Nouvelle-Zélande | Israel Start-Up Nation | + 0 s           |
| 3e | Marc Hirschi        | Suisse           | UAE Team Emirates      | + 0 s           |
| 4e | Clément Champoussin | France           | AG2R Citroën Team      | + 0 s           |
| 5e | Diego Ulissi        | Italie           | UAE Team Emirates      | + 0 s           |
| 6e | Wilco Kelderman     | Pays-Bas         | Bora-Hansgrohe         | + 0 s           |
| 7e | Ilan Van Wilder     | Belgique         | Team DSM               | + 0 s           |
| 8e | Fausto Masnada      | Italie           | Deceuninck-Quick Step  | + 0 s           |
| 9e | Rui Costa           | Portugal         | UAE Team Emirates      | + 0 s           |
| 10e | Marc Soler          | Espagne          | Movistar Team          | + 0 s           |

| \| Classement général \| Classement général \| Classement général \| Classement général \| Classement général \| \| Coureur \| Coureur \| Pays \| Équipe \| Temps \| \| ------------------ \| ------------------ \| ------------------ \| ---------------------- \| ------------------ \| \| 1er \| Rohan Dennis \| Australie \| Ineos Grenadiers \| 8 h 39 min 48 s \| \| 2e \| Patrick Bevin \| Nouvelle-Zélande \| Israel Start-Up Nation \| + 8 s \| \| 3e \| Geraint Thomas \| Royaume-Uni \| Ineos Grenadiers \| + 9 s \| \| 4e \| Richie Porte \| Australie \| Ineos Grenadiers \| + 9 s \| \| 5e \| Sonny Colbrelli \| Italie \| Bahrain Victorious \| + 9 s \| \| 6e \| Marc Hirschi \| Suisse \| UAE Team Emirates \| + 11 s \| \| 7e \| Jesús Herrada \| Espagne \| Cofidis \| + 14 s \| \| 8e \| Mattia Cattaneo \| Italie \| Deceuninck-Quick Step \| + 15 s \| \| 9e \| Wilco Kelderman \| Pays-Bas \| Bora-Hansgrohe \| + 16 s \| \| 10e \| Ilan Van Wilder \| Belgique \| Team DSM \| + 16 s \| |                 |                  |                        |                 |
| |                 |                  |                        |                 |
| Source : ProCyclingStats |                 |                  |                        |                 |
| Classement général |                 |                  |                        |                 |
| Coureur | Coureur         | Pays             | Équipe                 | Temps           |
| 1er | Rohan Dennis    | Australie        | Ineos Grenadiers       | 8 h 39 min 48 s |
| 2e | Patrick Bevin   | Nouvelle-Zélande | Israel Start-Up Nation | + 8 s           |
| 3e | Geraint Thomas  | Royaume-Uni      | Ineos Grenadiers       | + 9 s           |
| 4e | Richie Porte    | Australie        | Ineos Grenadiers       | + 9 s           |
| 5e | Sonny Colbrelli | Italie           | Bahrain Victorious     | + 9 s           |
| 6e | Marc Hirschi    | Suisse           | UAE Team Emirates      | + 11 s          |
| 7e | Jesús Herrada   | Espagne          | Cofidis                | + 14 s          |
| 8e | Mattia Cattaneo | Italie           | Deceuninck-Quick Step  | + 15 s          |
| 9e | Wilco Kelderman | Pays-Bas         | Bora-Hansgrohe         | + 16 s          |
| 10e | Ilan Van Wilder | Belgique         | Team DSM               | + 16 s          |

### 3eétape
| \| Classement de l'étape \| Classement de l'étape \| Classement de l'étape \| Classement de l'étape \| Classement de l'étape \| \| Coureur \| Coureur \| Pays \| Équipe \| Temps \| \| --------------------- \| --------------------- \| --------------------- \| --------------------- \| --------------------- \| \| 1er \| Marc Soler \| Espagne \| Movistar Team \| 3 h 58 min 35 s \| \| 2e \| Magnus Cort Nielsen \| Danemark \| EF Education-Nippo \| + 22 s \| \| 3e \| Peter Sagan \| Slovaquie \| Bora-Hansgrohe \| + 22 s \| \| 4e \| Sonny Colbrelli \| Italie \| Bahrain Victorious \| + 22 s \| \| 5e \| Gorka Izagirre \| Espagne \| Astana-Premier Tech \| + 22 s \| \| 6e \| Diego Ulissi \| Italie \| UAE Team Emirates \| + 22 s \| \| 7e \| Ilan Van Wilder \| Belgique \| Team DSM \| + 22 s \| \| 8e \| Sepp Kuss \| États-Unis \| Jumbo-Visma \| + 22 s \| \| 9e \| Ion Izagirre \| Espagne \| Astana-Premier Tech \| + 22 s \| \| 10e \| Rui Costa \| Portugal \| UAE Team Emirates \| + 22 s \| |                     |            |                     |                 |
| |                     |            |                     |                 |
| Source : ProCyclingStats |                     |            |                     |                 |
| Classement de l'étape |                     |            |                     |                 |
| Coureur | Coureur             | Pays       | Équipe              | Temps           |
| 1er | Marc Soler          | Espagne    | Movistar Team       | 3 h 58 min 35 s |
| 2e | Magnus Cort Nielsen | Danemark   | EF Education-Nippo  | + 22 s          |
| 3e | Peter Sagan         | Slovaquie  | Bora-Hansgrohe      | + 22 s          |
| 4e | Sonny Colbrelli     | Italie     | Bahrain Victorious  | + 22 s          |
| 5e | Gorka Izagirre      | Espagne    | Astana-Premier Tech | + 22 s          |
| 6e | Diego Ulissi        | Italie     | UAE Team Emirates   | + 22 s          |
| 7e | Ilan Van Wilder     | Belgique   | Team DSM            | + 22 s          |
| 8e | Sepp Kuss           | États-Unis | Jumbo-Visma         | + 22 s          |
| 9e | Ion Izagirre        | Espagne    | Astana-Premier Tech | + 22 s          |
| 10e | Rui Costa           | Portugal   | UAE Team Emirates   | + 22 s          |

| \| Classement général \| Classement général \| Classement général \| Classement général \| Classement général \| \| Coureur \| Coureur \| Pays \| Équipe \| Temps \| \| ------------------ \| ------------------ \| ------------------ \| --------------------- \| ------------------ \| \| 1er \| Marc Soler \| Espagne \| Movistar Team \| 12 h 38 min 40 s \| \| 2e \| Geraint Thomas \| Royaume-Uni \| Ineos Grenadiers \| + 14 s \| \| 3e \| Richie Porte \| Australie \| Ineos Grenadiers \| + 14 s \| \| 4e \| Sonny Colbrelli \| Italie \| Bahrain Victorious \| + 14 s \| \| 5e \| Marc Hirschi \| Suisse \| UAE Team Emirates \| + 16 s \| \| 6e \| Mattia Cattaneo \| Italie \| Deceuninck-Quick Step \| + 20 s \| \| 7e \| Wilco Kelderman \| Pays-Bas \| Bora-Hansgrohe \| + 21 s \| \| 8e \| Ilan Van Wilder \| Belgique \| Team DSM \| + 21 s \| \| 9e \| Sepp Kuss \| États-Unis \| Jumbo-Visma \| + 21 s \| \| 10e \| Rui Costa \| Portugal \| UAE Team Emirates \| + 24 s \| |                 |             |                       |                  |
| |                 |             |                       |                  |
| Source : ProCyclingStats |                 |             |                       |                  |
| Classement général |                 |             |                       |                  |
| Coureur | Coureur         | Pays        | Équipe                | Temps            |
| 1er | Marc Soler      | Espagne     | Movistar Team         | 12 h 38 min 40 s |
| 2e | Geraint Thomas  | Royaume-Uni | Ineos Grenadiers      | + 14 s           |
| 3e | Richie Porte    | Australie   | Ineos Grenadiers      | + 14 s           |
| 4e | Sonny Colbrelli | Italie      | Bahrain Victorious    | + 14 s           |
| 5e | Marc Hirschi    | Suisse      | UAE Team Emirates     | + 16 s           |
| 6e | Mattia Cattaneo | Italie      | Deceuninck-Quick Step | + 20 s           |
| 7e | Wilco Kelderman | Pays-Bas    | Bora-Hansgrohe        | + 21 s           |
| 8e | Ilan Van Wilder | Belgique    | Team DSM              | + 21 s           |
| 9e | Sepp Kuss       | États-Unis  | Jumbo-Visma           | + 21 s           |
| 10e | Rui Costa       | Portugal    | UAE Team Emirates     | + 24 s           |

### 4eétape
| \| Classement de l'étape \| Classement de l'étape \| Classement de l'étape \| Classement de l'étape \| Classement de l'étape \| \| Coureur \| Coureur \| Pays \| Équipe \| Temps \| \| --------------------- \| --------------------- \| --------------------- \| ---------------------- \| --------------------- \| \| 1er \| Michael Woods \| Canada \| Israel Start-Up Nation \| 4 h 58 min 35 s \| \| 2e \| Ben O'Connor \| Australie \| AG2R Citroën Team \| + 17 s \| \| 3e \| Geraint Thomas \| Royaume-Uni \| Ineos Grenadiers \| + 21 s \| \| 4e \| Lucas Hamilton \| Australie \| BikeExchange \| + 34 s \| \| 5e \| Fausto Masnada \| Italie \| Deceuninck-Quick Step \| + 37 s \| \| 6e \| Richie Porte \| Australie \| Ineos Grenadiers \| + 42 s \| \| 7e \| Ion Izagirre \| Espagne \| Astana-Premier Tech \| + 42 s \| \| 8e \| Damiano Caruso \| Italie \| Bahrain Victorious \| + 52 s \| \| 9e \| Marc Soler \| Espagne \| Movistar Team \| + 53 s \| \| 10e \| Thymen Arensman \| Pays-Bas \| Team DSM \| + 1 min 57 s \| |                 |             |                        |                 |
| |                 |             |                        |                 |
| Source : ProCyclingStats |                 |             |                        |                 |
| Classement de l'étape |                 |             |                        |                 |
| Coureur | Coureur         | Pays        | Équipe                 | Temps           |
| 1er | Michael Woods   | Canada      | Israel Start-Up Nation | 4 h 58 min 35 s |
| 2e | Ben O'Connor    | Australie   | AG2R Citroën Team      | + 17 s          |
| 3e | Geraint Thomas  | Royaume-Uni | Ineos Grenadiers       | + 21 s          |
| 4e | Lucas Hamilton  | Australie   | BikeExchange           | + 34 s          |
| 5e | Fausto Masnada  | Italie      | Deceuninck-Quick Step  | + 37 s          |
| 6e | Richie Porte    | Australie   | Ineos Grenadiers       | + 42 s          |
| 7e | Ion Izagirre    | Espagne     | Astana-Premier Tech    | + 42 s          |
| 8e | Damiano Caruso  | Italie      | Bahrain Victorious     | + 52 s          |
| 9e | Marc Soler      | Espagne     | Movistar Team          | + 53 s          |
| 10e | Thymen Arensman | Pays-Bas    | Team DSM               | + 1 min 57 s    |

| \| Classement général \| Classement général \| Classement général \| Classement général \| Classement général \| \| Coureur \| Coureur \| Pays \| Équipe \| Temps \| \| ------------------ \| ------------------ \| ------------------ \| ---------------------- \| ------------------ \| \| 1er \| Michael Woods \| Canada \| Israel Start-Up Nation \| 17 h 37 min 35 s \| \| 2e \| Geraint Thomas \| Royaume-Uni \| Ineos Grenadiers \| + 11 s \| \| 3e \| Ben O'Connor \| Australie \| AG2R Citroën Team \| + 21 s \| \| 4e \| Marc Soler \| Espagne \| Movistar Team \| + 33 s \| \| 5e \| Richie Porte \| Australie \| Ineos Grenadiers \| + 36 s \| \| 6e \| Fausto Masnada \| Italie \| Deceuninck-Quick Step \| + 45 s \| \| 7e \| Ion Izagirre \| Espagne \| Astana-Premier Tech \| + 48 s \| \| 8e \| Lucas Hamilton \| Australie \| BikeExchange \| + 49 s \| \| 9e \| Damiano Caruso \| Italie \| Bahrain Victorious \| + 1 min 04 s \| \| 10e \| Wilco Kelderman \| Pays-Bas \| Bora-Hansgrohe \| + 1 min 58 s \| |                 |             |                        |                  |
| |                 |             |                        |                  |
| Source : ProCyclingStats |                 |             |                        |                  |
| Classement général |                 |             |                        |                  |
| Coureur | Coureur         | Pays        | Équipe                 | Temps            |
| 1er | Michael Woods   | Canada      | Israel Start-Up Nation | 17 h 37 min 35 s |
| 2e | Geraint Thomas  | Royaume-Uni | Ineos Grenadiers       | + 11 s           |
| 3e | Ben O'Connor    | Australie   | AG2R Citroën Team      | + 21 s           |
| 4e | Marc Soler      | Espagne     | Movistar Team          | + 33 s           |
| 5e | Richie Porte    | Australie   | Ineos Grenadiers       | + 36 s           |
| 6e | Fausto Masnada  | Italie      | Deceuninck-Quick Step  | + 45 s           |
| 7e | Ion Izagirre    | Espagne     | Astana-Premier Tech    | + 48 s           |
| 8e | Lucas Hamilton  | Australie   | BikeExchange           | + 49 s           |
| 9e | Damiano Caruso  | Italie      | Bahrain Victorious     | + 1 min 04 s     |
| 10e | Wilco Kelderman | Pays-Bas    | Bora-Hansgrohe         | + 1 min 58 s     |

### 5eétape
| \| Classement de l'étape \| Classement de l'étape \| Classement de l'étape \| Classement de l'étape \| Classement de l'étape \| \| Coureur \| Coureur \| Pays \| Équipe \| Temps \| \| --------------------- \| --------------------- \| --------------------- \| --------------------- \| --------------------- \| \| 1er \| Rémi Cavagna \| France \| Deceuninck-Quick Step \| 21 min 54 s \| \| 2e \| Stefan Bissegger \| Suisse \| EF Education-Nippo \| + 6 s \| \| 3e \| Geraint Thomas \| Royaume-Uni \| Ineos Grenadiers \| + 17 s \| \| 4e \| Ilan Van Wilder \| Belgique \| Team DSM \| + 18 s \| \| 5e \| Richie Porte \| Australie \| Ineos Grenadiers \| + 20 s \| \| 6e \| Fausto Masnada \| Italie \| Deceuninck-Quick Step \| + 21 s \| \| 7e \| Mattia Cattaneo \| Italie \| Deceuninck-Quick Step \| + 29 s \| \| 8e \| Marc Soler \| Espagne \| Movistar Team \| + 34 s \| \| 9e \| Rohan Dennis \| Australie \| Ineos Grenadiers \| + 35 s \| \| 10e \| Filippo Ganna \| Italie \| Ineos Grenadiers \| + 37 s \| |                  |             |                       |             |
| |                  |             |                       |             |
| Source : ProCyclingStats |                  |             |                       |             |
| Classement de l'étape |                  |             |                       |             |
| Coureur | Coureur          | Pays        | Équipe                | Temps       |
| 1er | Rémi Cavagna     | France      | Deceuninck-Quick Step | 21 min 54 s |
| 2e | Stefan Bissegger | Suisse      | EF Education-Nippo    | + 6 s       |
| 3e | Geraint Thomas   | Royaume-Uni | Ineos Grenadiers      | + 17 s      |
| 4e | Ilan Van Wilder  | Belgique    | Team DSM              | + 18 s      |
| 5e | Richie Porte     | Australie   | Ineos Grenadiers      | + 20 s      |
| 6e | Fausto Masnada   | Italie      | Deceuninck-Quick Step | + 21 s      |
| 7e | Mattia Cattaneo  | Italie      | Deceuninck-Quick Step | + 29 s      |
| 8e | Marc Soler       | Espagne     | Movistar Team         | + 34 s      |
| 9e | Rohan Dennis     | Australie   | Ineos Grenadiers      | + 35 s      |
| 10e | Filippo Ganna    | Italie      | Ineos Grenadiers      | + 37 s      |

## Classements finals

### Classement général
| \| Classement général \| Classement général \| Classement général \| Classement général \| Classement général \| \| Coureur \| Coureur \| Pays \| Équipe \| Temps \| \| ------------------ \| ------------------ \| ------------------ \| ---------------------- \| ------------------ \| \| 1er \| Geraint Thomas \| Royaume-Uni \| Ineos Grenadiers \| 17 h 59 min 57 s \| \| 2e \| Richie Porte \| Australie \| Ineos Grenadiers \| + 28 s \| \| 3e \| Fausto Masnada \| Italie \| Deceuninck-Quick Step \| + 38 s \| \| 4e \| Marc Soler \| Espagne \| Movistar Team \| + 39 s \| \| 5e \| Michael Woods \| Canada \| Israel Start-Up Nation \| + 43 s \| \| 6e \| Ben O'Connor \| Australie \| AG2R Citroën Team \| + 45 s \| \| 7e \| Ion Izagirre \| Espagne \| Astana-Premier Tech \| + 1 min 08 s \| \| 8e \| Lucas Hamilton \| Australie \| BikeExchange \| + 1 min 22 s \| \| 9e \| Damiano Caruso \| Italie \| Bahrain Victorious \| + 1 min 30 s \| \| 10e \| Wilco Kelderman \| Pays-Bas \| Bora-Hansgrohe \| + 2 min 20 s \| |                 |             |                        |                  |
| |                 |             |                        |                  |
| Source : ProCyclingStats |                 |             |                        |                  |
| Classement général |                 |             |                        |                  |
| Coureur | Coureur         | Pays        | Équipe                 | Temps            |
| 1er | Geraint Thomas  | Royaume-Uni | Ineos Grenadiers       | 17 h 59 min 57 s |
| 2e | Richie Porte    | Australie   | Ineos Grenadiers       | + 28 s           |
| 3e | Fausto Masnada  | Italie      | Deceuninck-Quick Step  | + 38 s           |
| 4e | Marc Soler      | Espagne     | Movistar Team          | + 39 s           |
| 5e | Michael Woods   | Canada      | Israel Start-Up Nation | + 43 s           |
| 6e | Ben O'Connor    | Australie   | AG2R Citroën Team      | + 45 s           |
| 7e | Ion Izagirre    | Espagne     | Astana-Premier Tech    | + 1 min 08 s     |
| 8e | Lucas Hamilton  | Australie   | BikeExchange           | + 1 min 22 s     |
| 9e | Damiano Caruso  | Italie      | Bahrain Victorious     | + 1 min 30 s     |
| 10e | Wilco Kelderman | Pays-Bas    | Bora-Hansgrohe         | + 2 min 20 s     |

| Classement par points | Classement par points | Classement par points | Classement par points | Classement par points |
| Coureur               | Coureur               | Pays                  | Équipe                | Points                |
| --------------------- | --------------------- | --------------------- | --------------------- | --------------------- |
| 1er                   | Sonny Colbrelli       | Italie                | Bahrain Victorious    | 98 pts                |
| 2e                    | Marc Soler            | Espagne               | Movistar Team         | 77 pts                |
| 3e                    | Magnus Cort Nielsen   | Danemark              | EF Education-Nippo    | 76 pts                |
| 4e                    | Peter Sagan           | Slovaquie             | Bora-Hansgrohe        | 70 pts                |
| 5e                    | Geraint Thomas        | Royaume-Uni           | Ineos Grenadiers      | 69 pts                |
| 6e                    | Richie Porte          | Australie             | Ineos Grenadiers      | 54 pts                |
| 7e                    | Stefan Bissegger      | Suisse                | EF Education-Nippo    | 52 pts                |
| 8e                    | Rémi Cavagna          | France                | Deceuninck-Quick Step | 49 pts                |
| 9e                    | Ilan Van Wilder       | Belgique              | Team DSM              | 48 pts                |
| 10e                   | Fausto Masnada        | Italie                | Deceuninck-Quick Step | 42 pts                |

| Classement par points | Classement par points | Classement par points | Classement par points | Classement par points |
| Coureur               | Coureur               | Pays                  | Équipe                | Points                |
| --------------------- | --------------------- | --------------------- | --------------------- | --------------------- |
| 1er                   | Sonny Colbrelli       | Italie                | Bahrain Victorious    | 98 pts                |
| 2e                    | Marc Soler            | Espagne               | Movistar Team         | 77 pts                |
| 3e                    | Magnus Cort Nielsen   | Danemark              | EF Education-Nippo    | 76 pts                |
| 4e                    | Peter Sagan           | Slovaquie             | Bora-Hansgrohe        | 70 pts                |
| 5e                    | Geraint Thomas        | Royaume-Uni           | Ineos Grenadiers      | 69 pts                |
| 6e                    | Richie Porte          | Australie             | Ineos Grenadiers      | 54 pts                |
| 7e                    | Stefan Bissegger      | Suisse                | EF Education-Nippo    | 52 pts                |
| 8e                    | Rémi Cavagna          | France                | Deceuninck-Quick Step | 49 pts                |
| 9e                    | Ilan Van Wilder       | Belgique              | Team DSM              | 48 pts                |
| 10e                   | Fausto Masnada        | Italie                | Deceuninck-Quick Step | 42 pts                |

| Classement de la montagne | Classement de la montagne | Classement de la montagne | Classement de la montagne          | Classement de la montagne |
| Coureur                   | Coureur                   | Pays                      | Équipe                             | Points                    |
| ------------------------- | ------------------------- | ------------------------- | ---------------------------------- | ------------------------- |
| 1er                       | Kobe Goossens             | Belgique                  | Lotto-Soudal                       | 48 pts                    |
| 2e                        | Joël Suter                | Suisse                    | Suisse                             | 43 pts                    |
| 3e                        | Geraint Thomas            | Royaume-Uni               | Ineos Grenadiers                   | 34 pts                    |
| 4e                        | Davide Villella           | Italie                    | Movistar Team                      | 34 pts                    |
| 5e                        | Rein Taaramäe             | Estonie                   | Intermarché-Wanty-Gobert Matériaux | 26 pts                    |
| 6e                        | Simon Pellaud             | Suisse                    | Suisse                             | 25 pts                    |
| 7e                        | Antwan Tolhoek            | Pays-Bas                  | Jumbo-Visma                        | 20 pts                    |
| 8e                        | Manuele Boaro             | Italie                    | Astana-Premier Tech                | 19 pts                    |
| 9e                        | Michael Woods             | Canada                    | Israel Start-Up Nation             | 18 pts                    |
| 10e                       | Robert Power              | Australie                 | Qhubeka Assos                      | 14 pts                    |

| Classement de la montagne | Classement de la montagne | Classement de la montagne | Classement de la montagne          | Classement de la montagne |
| Coureur                   | Coureur                   | Pays                      | Équipe                             | Points                    |
| ------------------------- | ------------------------- | ------------------------- | ---------------------------------- | ------------------------- |
| 1er                       | Kobe Goossens             | Belgique                  | Lotto-Soudal                       | 48 pts                    |
| 2e                        | Joël Suter                | Suisse                    | Suisse                             | 43 pts                    |
| 3e                        | Geraint Thomas            | Royaume-Uni               | Ineos Grenadiers                   | 34 pts                    |
| 4e                        | Davide Villella           | Italie                    | Movistar Team                      | 34 pts                    |
| 5e                        | Rein Taaramäe             | Estonie                   | Intermarché-Wanty-Gobert Matériaux | 26 pts                    |
| 6e                        | Simon Pellaud             | Suisse                    | Suisse                             | 25 pts                    |
| 7e                        | Antwan Tolhoek            | Pays-Bas                  | Jumbo-Visma                        | 20 pts                    |
| 8e                        | Manuele Boaro             | Italie                    | Astana-Premier Tech                | 19 pts                    |
| 9e                        | Michael Woods             | Canada                    | Israel Start-Up Nation             | 18 pts                    |
| 10e                       | Robert Power              | Australie                 | Qhubeka Assos                      | 14 pts                    |

| Classement du meilleur jeune | Classement du meilleur jeune | Classement du meilleur jeune | Classement du meilleur jeune | Classement du meilleur jeune |
| Coureur                      | Coureur                      | Pays                         | Équipe                       | Temps                        |
| ---------------------------- | ---------------------------- | ---------------------------- | ---------------------------- | ---------------------------- |
| 1er                          | Thymen Arensman              | Pays-Bas                     | Team DSM                     | 18 h 02 min 45 s             |
| 2e                           | Mattias Skjelmose            | Danemark                     | Trek-Segafredo               | + 1 min 37 s                 |
| 3e                           | Ilan Van Wilder              | Belgique                     | Team DSM                     | + 3 min 21 s                 |
| 4e                           | Gijs Leemreize               | Pays-Bas                     | Jumbo-Visma                  | + 9 min 36 s                 |
| 5e                           | Clément Champoussin          | France                       | AG2R Citroën Team            | + 11 min 54 s                |
| 6e                           | Felix Gall                   | Autriche                     | Team DSM                     | + 12 min 00 s                |
| 7e                           | Antonio Tiberi               | Italie                       | Trek-Segafredo               | + 12 min 33 s                |
| 8e                           | Marc Hirschi                 | Suisse                       | UAE Team Emirates            | + 19 min 45 s                |
| 9e                           | Andreas Kron                 | Danemark                     | Lotto-Soudal                 | + 26 min 44 s                |
| 10e                          | Marco Brenner                | Allemagne                    | Team DSM                     | + 28 min 26 s                |

| Classement du meilleur jeune | Classement du meilleur jeune | Classement du meilleur jeune | Classement du meilleur jeune | Classement du meilleur jeune |
| Coureur                      | Coureur                      | Pays                         | Équipe                       | Temps                        |
| ---------------------------- | ---------------------------- | ---------------------------- | ---------------------------- | ---------------------------- |
| 1er                          | Thymen Arensman              | Pays-Bas                     | Team DSM                     | 18 h 02 min 45 s             |
| 2e                           | Mattias Skjelmose            | Danemark                     | Trek-Segafredo               | + 1 min 37 s                 |
| 3e                           | Ilan Van Wilder              | Belgique                     | Team DSM                     | + 3 min 21 s                 |
| 4e                           | Gijs Leemreize               | Pays-Bas                     | Jumbo-Visma                  | + 9 min 36 s                 |
| 5e                           | Clément Champoussin          | France                       | AG2R Citroën Team            | + 11 min 54 s                |
| 6e                           | Felix Gall                   | Autriche                     | Team DSM                     | + 12 min 00 s                |
| 7e                           | Antonio Tiberi               | Italie                       | Trek-Segafredo               | + 12 min 33 s                |
| 8e                           | Marc Hirschi                 | Suisse                       | UAE Team Emirates            | + 19 min 45 s                |
| 9e                           | Andreas Kron                 | Danemark                     | Lotto-Soudal                 | + 26 min 44 s                |
| 10e                          | Marco Brenner                | Allemagne                    | Team DSM                     | + 28 min 26 s                |

| Classement par équipes | Classement par équipes             | Classement par équipes | Classement par équipes |
| Équipe                 | Équipe                             | Pays                   | Temps                  |
| ---------------------- | ---------------------------------- | ---------------------- | ---------------------- |
| 1re                    | Ineos Grenadiers                   | Royaume-Uni            | 54 h 07 min 07 s       |
| 2e                     | Team DSM                           | Allemagne              | + 11 min 50 s          |
| 3e                     | Jumbo-Visma                        | Pays-Bas               | + 15 min 59 s          |
| 4e                     | Intermarché-Wanty-Gobert Matériaux | Belgique               | + 20 min 33 s          |
| 5e                     | Bahrain Victorious                 | Bahreïn                | + 20 min 47 s          |
| 6e                     | Trek-Segafredo                     | États-Unis             | + 23 min 03 s          |
| 7e                     | Deceuninck-Quick Step              | Belgique               | + 23 min 41 s          |
| 8e                     | Astana-Premier Tech                | Kazakhstan             | + 27 min 04 s          |
| 9e                     | Movistar Team                      | Espagne                | + 30 min 44 s          |
| 10e                    | Groupama-FDJ                       | France                 | + 31 min 17 s          |

| Classement par équipes | Classement par équipes             | Classement par équipes | Classement par équipes |
| Équipe                 | Équipe                             | Pays                   | Temps                  |
| ---------------------- | ---------------------------------- | ---------------------- | ---------------------- |
| 1re                    | Ineos Grenadiers                   | Royaume-Uni            | 54 h 07 min 07 s       |
| 2e                     | Team DSM                           | Allemagne              | + 11 min 50 s          |
| 3e                     | Jumbo-Visma                        | Pays-Bas               | + 15 min 59 s          |
| 4e                     | Intermarché-Wanty-Gobert Matériaux | Belgique               | + 20 min 33 s          |
| 5e                     | Bahrain Victorious                 | Bahreïn                | + 20 min 47 s          |
| 6e                     | Trek-Segafredo                     | États-Unis             | + 23 min 03 s          |
| 7e                     | Deceuninck-Quick Step              | Belgique               | + 23 min 41 s          |
| 8e                     | Astana-Premier Tech                | Kazakhstan             | + 27 min 04 s          |
| 9e                     | Movistar Team                      | Espagne                | + 30 min 44 s          |
| 10e                    | Groupama-FDJ                       | France                 | + 31 min 17 s          |

## Classements UCI
La course attribue des points au Classement mondial UCI 2021 selon le barème suivant.
| Position           | 1er | 2e  | 3e  | 4e  | 5e  | 6e  | 7e  | 8e  | 9e  | 10e | 11e | 12e | 13e | 14e | 15e | 16e à 20e | 21e à 30e | 31e à 50e | 51e à 55e | 56e à 60e |
| Classement général | 500 | 400 | 325 | 275 | 225 | 175 | 150 | 125 | 100 | 80  | 70  | 60  | 50  | 40  | 35  | 30        | 20        | 10        | 5         | 3         |
| Par étapes         | 60  | 25  | 10  |     |     |     |     |     |     |     |     |     |     |     |     |           |           |           |           |           |
| Leader             | 10  |     |     |     |     |     |     |     |     |     |     |     |     |     |     |           |           |           |           |           |

| Rang | Coureur        | Équipe                 | Général | Etape | Leader | Total |
| ---- | -------------- | ---------------------- | ------- | ----- | ------ | ----- |
| 1er  | Geraint Thomas | Ineos Grenadiers       | 500     | 45    | 0      | 545   |
| 2e   | Richie Porte   | Ineos Grenadiers       | 400     | 10    | 0      | 410   |
| 3e   | Marc Soler     | Movistar               | 275     | 60    | 10     | 345   |
| 4e   | Fausto Masnada | Deceuninck-Quick Step  | 325     | 0     | 0      | 325   |
| 5e   | Michael Woods  | Israel Start-Up Nation | 225     | 60    | 10     | 295   |
| 6e   | Ben O'Connor   | AG2R Citroën           | 175     | 25    | 0      | 200   |
| 7e   | Ion Izagirre   | Astana-Premier Tech    | 150     | 0     | 0      | 150   |
| 8e   | Lucas Hamilton | BikeExchange           | 125     | 0     | 0      | 125   |
| 9e   | Rohan Dennis   | Ineos Grenadiers       | 30      | 60    | 30     | 120   |
| 10e  | Damiano Caruso | Bahrain Victorious     | 100     | 0     | 0      | 100   |

## Évolution des classements
| Étape              | Vainqueur          | Classement général | Classement par points | Classement de la montagne | Classement du meilleur jeune | Prix de la combativité | Classement par équipes |
| ------------------ | ------------------ | ------------------ | --------------------- | ------------------------- | ---------------------------- | ---------------------- | ---------------------- |
| P                  | Rohan Dennis       | Rohan Dennis       | Rohan Dennis          | non-décerné               | Stefan Bissegger             | non-décerné            | Ineos Grenadiers       |
| 1                  | Peter Sagan        | Rohan Dennis       | Peter Sagan           | Joël Suter                | Marc Hirschi                 | Joël Suter             | Ineos Grenadiers       |
| 2                  | Sonny Colbrelli    | Rohan Dennis       | Sonny Colbrelli       | Joël Suter                | Marc Hirschi                 | Rein Taaramäe          | Ineos Grenadiers       |
| 3                  | Marc Soler         | Marc Soler         | Sonny Colbrelli       | Joël Suter                | Marc Hirschi                 | Stefan Küng            | UAE Emirates           |
| 4                  | Michael Woods      | Michael Woods      | Sonny Colbrelli       | Kobe Goossens             | Thymen Arensman              | Magnus Cort Nielsen    | Ineos Grenadiers       |
| 5                  | Rémi Cavagna       | Geraint Thomas     | Sonny Colbrelli       | Kobe Goossens             | Thymen Arensman              | non-décerné            | Ineos Grenadiers       |
| Classements finals | Classements finals | Geraint Thomas     | Sonny Colbrelli       | Kobe Goossens             | Thymen Arensman              | non-décerné            | Ineos Grenadiers       |

## Liste des participants
- Liste de départ complète

| Ineos Grenadiers IGD | Ineos Grenadiers IGD         | Ineos Grenadiers IGD |
| -------------------- | ---------------------------- | -------------------- |
| Num                  | Coureur                      | Pos                  |
| 1                    | Geraint Thomas (GBR)         | 1er                  |
| 2                    | Andrey Amador (CRC)          | 75e                  |
| 3                    | Rohan Dennis (AUS)           | 17e                  |
| 4                    | Owain Doull (GBR)            | 90e                  |
| 5                    | Eddie Dunbar (IRL)           | 38e                  |
| 6                    | Filippo Ganna (ITA) (chrono) | 80e                  |
| 7                    | Richie Porte (AUS)           | 2e                   |

| Deceuninck-Quick Step DQT | Deceuninck-Quick Step DQT | Deceuninck-Quick Step DQT |
| ------------------------- | ------------------------- | ------------------------- |
| Num                       | Coureur                   | Pos                       |
| 11                        | Fausto Masnada (ITA)      | 3e                        |
| 12                        | Mattia Cattaneo (ITA)     | 12e                       |
| 13                        | Rémi Cavagna (FRA)        | 56e                       |
| 14                        | Josef Černý (CZE)         | 91e                       |
| 15                        | Dries Devenyns (BEL)      | NP-2                      |
| 16                        | Ian Garrison (USA)        | 104e                      |
| 17                        | Iljo Keisse (BEL)         | NP-5                      |

| Jumbo-Visma TJV | Jumbo-Visma TJV           | Jumbo-Visma TJV |
| --------------- | ------------------------- | --------------- |
| Num             | Coureur                   | Pos             |
| 21              | Steven Kruijswijk (NED)   | 21e             |
| 22              | Sepp Kuss (USA)           | 14e             |
| 23              | Gijs Leemreize (NED)      | 28e             |
| 24              | Tony Martin (GER)         | 89e             |
| 25              | Christoph Pfingsten (GER) | 60e             |
| 26              | Antwan Tolhoek (NED)      | 95e             |
| 27              | Jos van Emden (NED)       | NP-5            |

| UAE Team Emirates UAD | UAE Team Emirates UAD     | UAE Team Emirates UAD |
| --------------------- | ------------------------- | --------------------- |
| Num                   | Coureur                   | Pos                   |
| 31                    | Marc Hirschi (SUI)        | 45e                   |
| 32                    | Rui Costa (POR) (route)   | 13e                   |
| 33                    | Alessandro Covi (ITA)     | 66e                   |
| 34                    | Cristian Muñoz (COL)      | 43e                   |
| 35                    | Maximiliano Richeze (ARG) | NP-5                  |
| 36                    | Oliviero Troia (ITA)      | NP-4                  |
| 37                    | Diego Ulissi (ITA)        | 36e                   |

| Bora-Hansgrohe BOH | Bora-Hansgrohe BOH        | Bora-Hansgrohe BOH |
| ------------------ | ------------------------- | ------------------ |
| Num                | Coureur                   | Pos                |
| 41                 | Peter Sagan (SVK)         | 77e                |
| 42                 | Erik Baška (SVK)          | AB-2               |
| 43                 | Marcus Burghardt (GER)    | 78e                |
| 44                 | Wilco Kelderman (NED)     | 10e                |
| 45                 | Jordi Meeus (BEL)         | 107e               |
| 46                 | Juraj Sagan (SVK) (route) | 117e               |
| 47                 | Ben Zwiehoff (GER)        | 26e                |

| Trek-Segafredo TFS | Trek-Segafredo TFS       | Trek-Segafredo TFS |
| ------------------ | ------------------------ | ------------------ |
| Num                | Coureur                  | Pos                |
| 51                 | Kenny Elissonde (FRA)    | 29e                |
| 52                 | Niklas Eg (DEN)          | 76e                |
| 53                 | Mattias Skjelmose (DEN)  | 15e                |
| 54                 | Jacopo Mosca (ITA)       | 41e                |
| 55                 | Matteo Moschetti (ITA)   | 106e               |
| 56                 | Charlie Quarterman (GBR) | 105e               |
| 57                 | Antonio Tiberi (ITA)     | 33e                |

| Bahrain Victorious TBV | Bahrain Victorious TBV    | Bahrain Victorious TBV |
| ---------------------- | ------------------------- | ---------------------- |
| Num                    | Coureur                   | Pos                    |
| 61                     | Damiano Caruso (ITA)      | 9e                     |
| 62                     | Phil Bauhaus (GER)        | AB-4                   |
| 63                     | Sonny Colbrelli (ITA)     | 37e                    |
| 64                     | Jack Haig (AUS)           | 67e                    |
| 65                     | Hermann Pernsteiner (AUT) | 27e                    |
| 66                     | Jan Tratnik (SLO)         | 79e                    |
| 67                     | Stephen Williams (GBR)    | 72e                    |

| AG2R Citroën Team ACT | AG2R Citroën Team ACT     | AG2R Citroën Team ACT |
| --------------------- | ------------------------- | --------------------- |
| Num                   | Coureur                   | Pos                   |
| 71                    | Clément Champoussin (FRA) | 30e                   |
| 72                    | Mathias Frank (SUI)       | 68e                   |
| 73                    | Alexis Gougeard (FRA)     | AB-4                  |
| 74                    | Jaakko Hänninen (FIN)     | 71e                   |
| 75                    | Lawrence Naesen (BEL)     | 101e                  |
| 76                    | Ben O'Connor (AUS)        | 6e                    |
| 77                    | Clément Venturini (FRA)   | 59e                   |

| Astana-Premier Tech APT | Astana-Premier Tech APT                 | Astana-Premier Tech APT |
| ----------------------- | --------------------------------------- | ----------------------- |
| Num                     | Coureur                                 | Pos                     |
| 81                      | Ion Izagirre (ESP)                      | 7e                      |
| 82                      | Manuele Boaro (ITA)                     | 93e                     |
| 83                      | Rodrigo Contreras (COL)                 | 50e                     |
| 84                      | Gorka Izagirre (ESP)                    | NP-5                    |
| 85                      | Alexey Lutsenko (KAZ) (route et chrono) | NP-2                    |
| 86                      | Davide Martinelli (ITA)                 | 111e                    |
| 87                      | Javier Romo (ESP)                       | 82e                     |

| BikeExchange BEX | BikeExchange BEX          | BikeExchange BEX |
| ---------------- | ------------------------- | ---------------- |
| Num              | Coureur                   | Pos              |
| 91               | Lucas Hamilton (AUS)      | 8e               |
| 92               | Sam Bewley (NZL)          | AB-2             |
| 93               | Brent Bookwalter (USA)    | 63e              |
| 94               | Alexander Edmondson (AUS) | 99e              |
| 95               | Tsgabu Grmay (ETH)        | 58e              |
| 96               | Damien Howson (AUS)       | 42e              |
| 97               | Dion Smith (NZL)          | 46e              |

| Groupama-FDJ GFC | Groupama-FDJ GFC                    | Groupama-FDJ GFC |
| ---------------- | ----------------------------------- | ---------------- |
| Num              | Coureur                             | Pos              |
| 101              | Matteo Badilatti (SUI)              | 24e              |
| 102              | Stefan Küng (SUI) (route et chrono) | 40e              |
| 103              | Matthieu Ladagnous (FRA)            | 74e              |
| 104              | Fabian Lienhard (SUI)               | 108e             |
| 105              | Sébastien Reichenbach (SUI)         | 23e              |
| 106              | Romain Seigle (FRA)                 | NP-3             |
| 107              | Jake Stewart (GBR)                  | 83e              |

| Qhubeka Assos TQA | Qhubeka Assos TQA                 | Qhubeka Assos TQA |
| ----------------- | --------------------------------- | ----------------- |
| Num               | Coureur                           | Pos               |
| 111               | Sergio Henao (COL)                | 51e               |
| 112               | Sander Armée (BEL)                | 81e               |
| 113               | Carlos Barbero (ESP)              | 69e               |
| 114               | Reinardt Janse van Rensburg (RSA) | 113e              |
| 115               | Robert Power (AUS)                | 64e               |
| 116               | Dylan Sunderland (AUS)            | 97e               |
| 117               | Harry Tanfield (GBR)              | AB-1              |

| Israel Start-Up Nation ISN | Israel Start-Up Nation ISN | Israel Start-Up Nation ISN |
| -------------------------- | -------------------------- | -------------------------- |
| Num                        | Coureur                    | Pos                        |
| 121                        | Michael Woods (CAN)        | 5e                         |
| 122                        | Patrick Bevin (NZL)        | NP-3                       |
| 123                        | Guillaume Boivin (CAN)     | 102e                       |
| 124                        | Alex Dowsett (GBR)         | AB-4                       |
| 125                        | Christopher Froome (GBR)   | 96e                        |
| 126                        | Reto Hollenstein (SUI)     | 52e                        |
| 127                        | Mads Würtz Schmidt (DEN)   | 85e                        |

| Movistar Team MOV | Movistar Team MOV        | Movistar Team MOV |
| ----------------- | ------------------------ | ----------------- |
| Num               | Coureur                  | Pos               |
| 131               | Marc Soler (ESP)         | 4e                |
| 132               | Dario Cataldo (ITA)      | 55e               |
| 133               | Johan Jacobs (SUI)       | 100e              |
| 134               | Mathias Norsgaard (DEN)  | 115e              |
| 135               | Miguel Ángel López (COL) | 35e               |
| 136               | Albert Torres (ESP)      | 119e              |
| 137               | Davide Villella (ITA)    | 54e               |

| Lotto-Soudal LTS | Lotto-Soudal LTS       | Lotto-Soudal LTS |
| ---------------- | ---------------------- | ---------------- |
| Num              | Coureur                | Pos              |
| 141              | Philippe Gilbert (BEL) | 70e              |
| 142              | Filippo Conca (ITA)    | AB-4             |
| 143              | Steff Cras (BEL)       | 34e              |
| 144              | Kobe Goossens (BEL)    | 25e              |
| 145              | Matthew Holmes (GBR)   | 86e              |
| 146              | Andreas Kron (DEN)     | 61e              |
| 147              | Gerben Thijssen (BEL)  | 116e             |

| Cofidis COF | Cofidis COF                   | Cofidis COF |
| ----------- | ----------------------------- | ----------- |
| Num         | Coureur                       | Pos         |
| 151         | Jesús Herrada (ESP)           | 22e         |
| 152         | Natnael Berhane (ERI) (route) | 103e        |
| 153         | Tom Bohli (SUI)               | 109e        |
| 154         | Thomas Champion (FRA)         | 94e         |
| 155         | José Herrada (ESP)            | 31e         |
| 156         | Fabio Sabatini (ITA)          | 118e        |
| 157         | Elia Viviani (ITA)            | 110e        |

| Team DSM DSM | Team DSM DSM          | Team DSM DSM |
| ------------ | --------------------- | ------------ |
| Num          | Coureur               | Pos          |
| 161          | Thymen Arensman (NED) | 11e          |
| 162          | Marco Brenner (GER)   | 65e          |
| 163          | Nico Denz (GER)       | NP-4         |
| 164          | Felix Gall (AUT)      | 32e          |
| 165          | Chad Haga (USA)       | 84e          |
| 166          | Chris Hamilton (AUS)  | AB-2         |
| 167          | Ilan Van Wilder (BEL) | 16e          |

| EF Education-Nippo EFN | EF Education-Nippo EFN         | EF Education-Nippo EFN |
| ---------------------- | ------------------------------ | ---------------------- |
| Num                    | Coureur                        | Pos                    |
| 171                    | Tejay van Garderen (USA)       | 57e                    |
| 172                    | Stefan Bissegger (SUI)         | 88e                    |
| 173                    | Jonathan Caicedo (ECU) (route) | 44e                    |
| 174                    | Diego Camargo (COL)            | 73e                    |
| 175                    | Julien El Fares (FRA)          | 49e                    |
| 176                    | Magnus Cort Nielsen (DEN)      | 19e                    |
| 177                    | Neilson Powless (USA)          | 87e                    |

| Intermarché-Wanty-Gobert Matériaux IWG | Intermarché-Wanty-Gobert Matériaux IWG | Intermarché-Wanty-Gobert Matériaux IWG |
| -------------------------------------- | -------------------------------------- | -------------------------------------- |
| Num                                    | Coureur                                | Pos                                    |
| 181                                    | Louis Meintjes (RSA)                   | 20e                                    |
| 182                                    | Jan Bakelants (BEL)                    | 39e                                    |
| 183                                    | Jan Hirt (CZE)                         | AB-4                                   |
| 184                                    | Riccardo Minali (ITA)                  | AB-3                                   |
| 185                                    | Andrea Pasqualon (ITA)                 | 62e                                    |
| 186                                    | Simone Petilli (ITA)                   | 18e                                    |
| 187                                    | Rein Taaramäe (EST)                    | 47e                                    |

| Suisse SUI | Suisse SUI         | Suisse SUI |
| ---------- | ------------------ | ---------- |
| Num        | Coureur            | Pos        |
| 191        | Simon Pellaud      | 48e        |
| 192        | Mathias Flückiger  | 53e        |
| 193        | Claudio Imhof      | 120e       |
| 194        | Matthias Reutimann | 98e        |
| 195        | Joab Schneiter     | 112e       |
| 196        | Joël Suter         | 92e        |
| 197        | Cyrille Thièry     | 114e       |

| Ineos Grenadiers IGD | Ineos Grenadiers IGD         | Ineos Grenadiers IGD |
| -------------------- | ---------------------------- | -------------------- |
| Num                  | Coureur                      | Pos                  |
| 1                    | Geraint Thomas (GBR)         | 1er                  |
| 2                    | Andrey Amador (CRC)          | 75e                  |
| 3                    | Rohan Dennis (AUS)           | 17e                  |
| 4                    | Owain Doull (GBR)            | 90e                  |
| 5                    | Eddie Dunbar (IRL)           | 38e                  |
| 6                    | Filippo Ganna (ITA) (chrono) | 80e                  |
| 7                    | Richie Porte (AUS)           | 2e                   |

| Deceuninck-Quick Step DQT | Deceuninck-Quick Step DQT | Deceuninck-Quick Step DQT |
| ------------------------- | ------------------------- | ------------------------- |
| Num                       | Coureur                   | Pos                       |
| 11                        | Fausto Masnada (ITA)      | 3e                        |
| 12                        | Mattia Cattaneo (ITA)     | 12e                       |
| 13                        | Rémi Cavagna (FRA)        | 56e                       |
| 14                        | Josef Černý (CZE)         | 91e                       |
| 15                        | Dries Devenyns (BEL)      | NP-2                      |
| 16                        | Ian Garrison (USA)        | 104e                      |
| 17                        | Iljo Keisse (BEL)         | NP-5                      |

| Jumbo-Visma TJV | Jumbo-Visma TJV           | Jumbo-Visma TJV |
| --------------- | ------------------------- | --------------- |
| Num             | Coureur                   | Pos             |
| 21              | Steven Kruijswijk (NED)   | 21e             |
| 22              | Sepp Kuss (USA)           | 14e             |
| 23              | Gijs Leemreize (NED)      | 28e             |
| 24              | Tony Martin (GER)         | 89e             |
| 25              | Christoph Pfingsten (GER) | 60e             |
| 26              | Antwan Tolhoek (NED)      | 95e             |
| 27              | Jos van Emden (NED)       | NP-5            |

| UAE Team Emirates UAD | UAE Team Emirates UAD     | UAE Team Emirates UAD |
| --------------------- | ------------------------- | --------------------- |
| Num                   | Coureur                   | Pos                   |
| 31                    | Marc Hirschi (SUI)        | 45e                   |
| 32                    | Rui Costa (POR) (route)   | 13e                   |
| 33                    | Alessandro Covi (ITA)     | 66e                   |
| 34                    | Cristian Muñoz (COL)      | 43e                   |
| 35                    | Maximiliano Richeze (ARG) | NP-5                  |
| 36                    | Oliviero Troia (ITA)      | NP-4                  |
| 37                    | Diego Ulissi (ITA)        | 36e                   |

| Bora-Hansgrohe BOH | Bora-Hansgrohe BOH        | Bora-Hansgrohe BOH |
| ------------------ | ------------------------- | ------------------ |
| Num                | Coureur                   | Pos                |
| 41                 | Peter Sagan (SVK)         | 77e                |
| 42                 | Erik Baška (SVK)          | AB-2               |
| 43                 | Marcus Burghardt (GER)    | 78e                |
| 44                 | Wilco Kelderman (NED)     | 10e                |
| 45                 | Jordi Meeus (BEL)         | 107e               |
| 46                 | Juraj Sagan (SVK) (route) | 117e               |
| 47                 | Ben Zwiehoff (GER)        | 26e                |

| Trek-Segafredo TFS | Trek-Segafredo TFS       | Trek-Segafredo TFS |
| ------------------ | ------------------------ | ------------------ |
| Num                | Coureur                  | Pos                |
| 51                 | Kenny Elissonde (FRA)    | 29e                |
| 52                 | Niklas Eg (DEN)          | 76e                |
| 53                 | Mattias Skjelmose (DEN)  | 15e                |
| 54                 | Jacopo Mosca (ITA)       | 41e                |
| 55                 | Matteo Moschetti (ITA)   | 106e               |
| 56                 | Charlie Quarterman (GBR) | 105e               |
| 57                 | Antonio Tiberi (ITA)     | 33e                |

| Bahrain Victorious TBV | Bahrain Victorious TBV    | Bahrain Victorious TBV |
| ---------------------- | ------------------------- | ---------------------- |
| Num                    | Coureur                   | Pos                    |
| 61                     | Damiano Caruso (ITA)      | 9e                     |
| 62                     | Phil Bauhaus (GER)        | AB-4                   |
| 63                     | Sonny Colbrelli (ITA)     | 37e                    |
| 64                     | Jack Haig (AUS)           | 67e                    |
| 65                     | Hermann Pernsteiner (AUT) | 27e                    |
| 66                     | Jan Tratnik (SLO)         | 79e                    |
| 67                     | Stephen Williams (GBR)    | 72e                    |

| AG2R Citroën Team ACT | AG2R Citroën Team ACT     | AG2R Citroën Team ACT |
| --------------------- | ------------------------- | --------------------- |
| Num                   | Coureur                   | Pos                   |
| 71                    | Clément Champoussin (FRA) | 30e                   |
| 72                    | Mathias Frank (SUI)       | 68e                   |
| 73                    | Alexis Gougeard (FRA)     | AB-4                  |
| 74                    | Jaakko Hänninen (FIN)     | 71e                   |
| 75                    | Lawrence Naesen (BEL)     | 101e                  |
| 76                    | Ben O'Connor (AUS)        | 6e                    |
| 77                    | Clément Venturini (FRA)   | 59e                   |

| Astana-Premier Tech APT | Astana-Premier Tech APT                 | Astana-Premier Tech APT |
| ----------------------- | --------------------------------------- | ----------------------- |
| Num                     | Coureur                                 | Pos                     |
| 81                      | Ion Izagirre (ESP)                      | 7e                      |
| 82                      | Manuele Boaro (ITA)                     | 93e                     |
| 83                      | Rodrigo Contreras (COL)                 | 50e                     |
| 84                      | Gorka Izagirre (ESP)                    | NP-5                    |
| 85                      | Alexey Lutsenko (KAZ) (route et chrono) | NP-2                    |
| 86                      | Davide Martinelli (ITA)                 | 111e                    |
| 87                      | Javier Romo (ESP)                       | 82e                     |

| BikeExchange BEX | BikeExchange BEX          | BikeExchange BEX |
| ---------------- | ------------------------- | ---------------- |
| Num              | Coureur                   | Pos              |
| 91               | Lucas Hamilton (AUS)      | 8e               |
| 92               | Sam Bewley (NZL)          | AB-2             |
| 93               | Brent Bookwalter (USA)    | 63e              |
| 94               | Alexander Edmondson (AUS) | 99e              |
| 95               | Tsgabu Grmay (ETH)        | 58e              |
| 96               | Damien Howson (AUS)       | 42e              |
| 97               | Dion Smith (NZL)          | 46e              |

| Groupama-FDJ GFC | Groupama-FDJ GFC                    | Groupama-FDJ GFC |
| ---------------- | ----------------------------------- | ---------------- |
| Num              | Coureur                             | Pos              |
| 101              | Matteo Badilatti (SUI)              | 24e              |
| 102              | Stefan Küng (SUI) (route et chrono) | 40e              |
| 103              | Matthieu Ladagnous (FRA)            | 74e              |
| 104              | Fabian Lienhard (SUI)               | 108e             |
| 105              | Sébastien Reichenbach (SUI)         | 23e              |
| 106              | Romain Seigle (FRA)                 | NP-3             |
| 107              | Jake Stewart (GBR)                  | 83e              |

| Qhubeka Assos TQA | Qhubeka Assos TQA                 | Qhubeka Assos TQA |
| ----------------- | --------------------------------- | ----------------- |
| Num               | Coureur                           | Pos               |
| 111               | Sergio Henao (COL)                | 51e               |
| 112               | Sander Armée (BEL)                | 81e               |
| 113               | Carlos Barbero (ESP)              | 69e               |
| 114               | Reinardt Janse van Rensburg (RSA) | 113e              |
| 115               | Robert Power (AUS)                | 64e               |
| 116               | Dylan Sunderland (AUS)            | 97e               |
| 117               | Harry Tanfield (GBR)              | AB-1              |

| Israel Start-Up Nation ISN | Israel Start-Up Nation ISN | Israel Start-Up Nation ISN |
| -------------------------- | -------------------------- | -------------------------- |
| Num                        | Coureur                    | Pos                        |
| 121                        | Michael Woods (CAN)        | 5e                         |
| 122                        | Patrick Bevin (NZL)        | NP-3                       |
| 123                        | Guillaume Boivin (CAN)     | 102e                       |
| 124                        | Alex Dowsett (GBR)         | AB-4                       |
| 125                        | Christopher Froome (GBR)   | 96e                        |
| 126                        | Reto Hollenstein (SUI)     | 52e                        |
| 127                        | Mads Würtz Schmidt (DEN)   | 85e                        |

| Movistar Team MOV | Movistar Team MOV        | Movistar Team MOV |
| ----------------- | ------------------------ | ----------------- |
| Num               | Coureur                  | Pos               |
| 131               | Marc Soler (ESP)         | 4e                |
| 132               | Dario Cataldo (ITA)      | 55e               |
| 133               | Johan Jacobs (SUI)       | 100e              |
| 134               | Mathias Norsgaard (DEN)  | 115e              |
| 135               | Miguel Ángel López (COL) | 35e               |
| 136               | Albert Torres (ESP)      | 119e              |
| 137               | Davide Villella (ITA)    | 54e               |

| Lotto-Soudal LTS | Lotto-Soudal LTS       | Lotto-Soudal LTS |
| ---------------- | ---------------------- | ---------------- |
| Num              | Coureur                | Pos              |
| 141              | Philippe Gilbert (BEL) | 70e              |
| 142              | Filippo Conca (ITA)    | AB-4             |
| 143              | Steff Cras (BEL)       | 34e              |
| 144              | Kobe Goossens (BEL)    | 25e              |
| 145              | Matthew Holmes (GBR)   | 86e              |
| 146              | Andreas Kron (DEN)     | 61e              |
| 147              | Gerben Thijssen (BEL)  | 116e             |

| Cofidis COF | Cofidis COF                   | Cofidis COF |
| ----------- | ----------------------------- | ----------- |
| Num         | Coureur                       | Pos         |
| 151         | Jesús Herrada (ESP)           | 22e         |
| 152         | Natnael Berhane (ERI) (route) | 103e        |
| 153         | Tom Bohli (SUI)               | 109e        |
| 154         | Thomas Champion (FRA)         | 94e         |
| 155         | José Herrada (ESP)            | 31e         |
| 156         | Fabio Sabatini (ITA)          | 118e        |
| 157         | Elia Viviani (ITA)            | 110e        |

| Team DSM DSM | Team DSM DSM          | Team DSM DSM |
| ------------ | --------------------- | ------------ |
| Num          | Coureur               | Pos          |
| 161          | Thymen Arensman (NED) | 11e          |
| 162          | Marco Brenner (GER)   | 65e          |
| 163          | Nico Denz (GER)       | NP-4         |
| 164          | Felix Gall (AUT)      | 32e          |
| 165          | Chad Haga (USA)       | 84e          |
| 166          | Chris Hamilton (AUS)  | AB-2         |
| 167          | Ilan Van Wilder (BEL) | 16e          |

| EF Education-Nippo EFN | EF Education-Nippo EFN         | EF Education-Nippo EFN |
| ---------------------- | ------------------------------ | ---------------------- |
| Num                    | Coureur                        | Pos                    |
| 171                    | Tejay van Garderen (USA)       | 57e                    |
| 172                    | Stefan Bissegger (SUI)         | 88e                    |
| 173                    | Jonathan Caicedo (ECU) (route) | 44e                    |
| 174                    | Diego Camargo (COL)            | 73e                    |
| 175                    | Julien El Fares (FRA)          | 49e                    |
| 176                    | Magnus Cort Nielsen (DEN)      | 19e                    |
| 177                    | Neilson Powless (USA)          | 87e                    |

| Intermarché-Wanty-Gobert Matériaux IWG | Intermarché-Wanty-Gobert Matériaux IWG | Intermarché-Wanty-Gobert Matériaux IWG |
| -------------------------------------- | -------------------------------------- | -------------------------------------- |
| Num                                    | Coureur                                | Pos                                    |
| 181                                    | Louis Meintjes (RSA)                   | 20e                                    |
| 182                                    | Jan Bakelants (BEL)                    | 39e                                    |
| 183                                    | Jan Hirt (CZE)                         | AB-4                                   |
| 184                                    | Riccardo Minali (ITA)                  | AB-3                                   |
| 185                                    | Andrea Pasqualon (ITA)                 | 62e                                    |
| 186                                    | Simone Petilli (ITA)                   | 18e                                    |
| 187                                    | Rein Taaramäe (EST)                    | 47e                                    |

| Suisse SUI | Suisse SUI         | Suisse SUI |
| ---------- | ------------------ | ---------- |
| Num        | Coureur            | Pos        |
| 191        | Simon Pellaud      | 48e        |
| 192        | Mathias Flückiger  | 53e        |
| 193        | Claudio Imhof      | 120e       |
| 194        | Matthias Reutimann | 98e        |
| 195        | Joab Schneiter     | 112e       |
| 196        | Joël Suter         | 92e        |
| 197        | Cyrille Thièry     | 114e       |